# 한국의 산후조리
한국의 산후조리(韓國- 産後調理, Sanhujori)는 여성이 아기를 낳은 후 허약해진 몸과 마음을 특별한 음식, 활동, 또는 거처 등의 보살핌을 통해 임신 전의 건강상태로 회복하기 위한 휴식 기간을 칭한다.

## 개요
한국에서는 산모가 출산 전에 맡고 있었던 집안일이나 가족의 돌봄 혹은 육아 등과 같은 다양한 역할수행의 책임을 면제 해 주고, 나아가 산모가 태어난 아이와 자신의 신체적, 심리적 회복에 전념할 수 있도록 가족이 중심이 되어 산모를 돌보아 주는 한국 사회가 공인하는 돌봄의 형태이다. 또한 결혼과 함께 출가외인으로 인정되던 딸이 사회적 편견 없이 친정에 머무르면서 친정어머니나 가족의 돌봄을 받을 수 있는 특별한 기간이기도 하였다.
서양계 여성의 골반은 원형이며 넓은 편이라 비교적 아이를 출산하기에 좋은 구조를 가져 출산시 회음부 절개 또한 잘 하지 않는다. 반면 동양계 여성의 골반은 타원형의 좁은 구조를 가지고 있어 아이를 낳을 때에 비교적 신체의 변형으로 인한 무리가 간다. 물론 사람에 따라 차이가 있으며 서양 여성이라도 출산 후 회복에 힘이 들수도 있으며 동양 여성이라도 출산 후 즉시 일상생활이 가능할 수 있다. 영어로는 Sanhujori라고 표기한다. 각 나라마다의 풍습과 전통, 신체의 특징에 따라 각각의 방법과 음식으로 산후조리를 하며 (집을 방문하여 케어해주는 시스템 또는 업체, 시설로 들어가 케어받는 시스템) 대체로 기간은 짧게는 1주 길게는 3,4주 정도이다. 이를 회복하기 위해서는 무거운 물건을 절대 들면 안된다. 하지만 너무 덥거나 운동이 부족할 경우 오히려 해가 되는데 하루 30분 이내의 가벼운 걷기는 방광, 골반 근육이 회복되는데 도움을 준다. 심한 더위로 인한 땀은 체온을 떨어뜨리고 세균의 번식을 활발히 하는데 이때는 온도를 낮추지 말고 땀을 닦아 보송보송하게 만들고 속옷을 자주 갈아입어 청결을 유지해야만 한다. 산후조리기간에 속옷은 하루에 5~6회 이상 갈아입어 주는 것이 좋다.

## 기간 및 장소

### 산후조리원
산후조리원은 산후조리 기간 동안 산모와 아기 모두를 위한 맞춤형 서비스를 제공하는 사설 센터이다. 1998년 말까지 산후조리원의 수요는 공급을 초과했고 산후조리원의 단순한 개설은 대개 성공을 보장했다. 결과적으로, 질이 낮고, 자격이 없는 센터들은 2000년 이전에 생겨났다. 이후 부실한 관리와 화재 사건 등으로 자격 미달 센터가 대거 문을 닫았지만 최근 산후조리원이 점차 증가하고 있다. 전국적인 조사에 따르면, 2012년에 한국의 전체 여성 인구의 약 50%가 출산 후에 이러한 산후조리원을 이용한 것으로 추정되었다. 이 서비스에는 피부 치료, 신체 마사지, 신생아 24시간 연중무휴 케어 등이 포함된다. 일부 센터에서는 산후우울증 예방을 위한 꽃꽂이 교육과 웃음치료 프로그램을 제공한다.

### 산후조리사
산후조리사는 산모의 집을 방문하여 산후조리를 위한 방문 서비스를 제공하는 돌봄 노동자의 한 유형이다. 산후조리사 근로자는 크게 시간제 근로자와 동거 근로자로 구분된다. 중개업소와 엄마들의 요구에 따라 산후조리 서비스 자체와 함께 빨래, 방 청소, 다른 가족들의 돌봄 등 다양한 집안일을 수행한다. 요즘은 세계화와 대규모 이주노동자 유입의 결과로 동북지방에서 이주하는 조선족 이민자들이 산후조리사 고용시장의 가장 큰 비중을 차지하고 있다. 공공부문에서는 YMCA, 지방자치단체, 보건소 등이 전문 산후조리사 양성을 위한 교육 프로그램을 소액 또는 무료로 제공하고 있다. 한편, 민간 부문에서는 한국자격개발원(KQDC)이 교육 프로그램을 성공적으로 이수하고 그 자리를 위한 자격 시험에 합격한 사람들에게 자격증을 수여하고 있다.
이 직업은 영어로 월간 간호사로 알려져 있었으나, 지금은 산후 둘라, 산모 간호사, 신생아 전문 간호사 등으로 불린다.

### 남편에 의한 산후조리
출산 후 남편은 출산 초기의 산모를 부양한다. 산모가 산후조리를 시작하기 위해 가장 필요한 것은 남편의 따뜻한 관심과 보살핌이다. 남편의 정서적 지원은 스트레스가 많은 상황에서 산후 여성의 신체적, 정신적 요구를 충족시키고, 산후 우울증을 낮추고, 가족 관계를 결속시키며, 모성 역할 전환을 돕는다. 산후조리는 긴 과정이 될 수 있고, 남편이 산후조리에 참여할 수 있기를 원할 때, 그는 많은 어려움에 직면하게 될 것이다. 연구에 따르면 많은 아버지들이 산후조리에 대한 지식이 낮기 때문에 아버지는 처음부터 산후조리에 참여하지 않는다.

## 역사

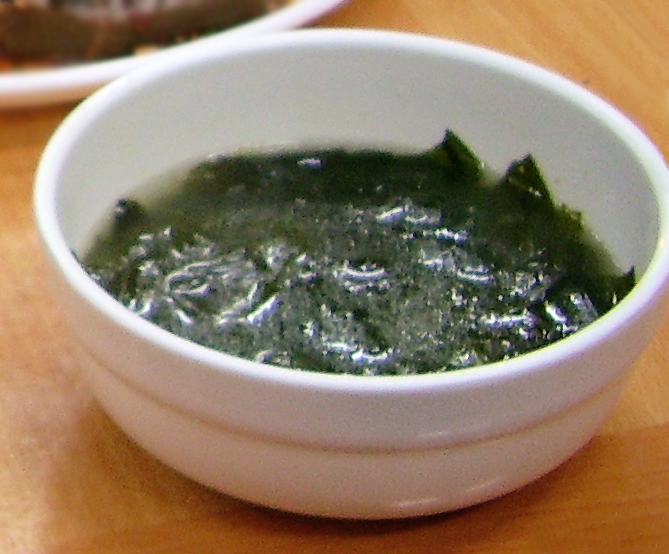
한국의 미역국

### 과거
조선시대 산후조리는 일반적으로 수행해야 할 처방조항과 하지 말아야 할 금기조항으로 6가지 기본원리가 있었다.
1. 몸을 따뜻하게 하고 찬 것을 피한다. 이는 산모가 기운을 내도록 돕는 방법으로 따뜻한 음식을 먹고 찬 것을 피하여 기운을 회복하게 한다.
2. 신체적, 정신적으로 쉰다. 신체적인 일을 하지 않고 이완된 상태를 유지하여 본래의 신체 상태를 회복 할 수 있게 하며, 정서적으로는 염려나 근심, 불안이 없는 상태로 정신적으로 휴식한다.
3. 산모를 위해 특별히 준비된 음식을 잘 먹는다. 음식의 종류나 성질, 빈도, 기간, 양 등을 함축하는 의미로 산모뿐만 아니라 아기를 위해서도 필요한 원리다.
4. 무리하게 힘을 쓰지 않고 몸을 보호한다. 이는 움직이지 않고 누워만 있으라는 의미는 아니고, 몸의 어느 한 부분을 지나치게 사용하여 몸의 회복을 늦추거나 저해하게 하지 않는다.
5. 청결 유지다. 청결유지는 회복을 위한 위생적인 요소로 다른 원리들과의 조화와 균형을 이룬다.
6. 정성껏 돌보기다. 주위의 모든 사람이 산모를 정성껏 돌본다는 것을 뜻하며 특히 산관자의 역할과 활동지침의 기본이 된다. 이러한 기본원리 속에는 동양철학의 음양개념(Oriental paradigm)이 영향을 준 것으로 이해된다.

### 현대식 산후조리 방법
1. 보양식 먹는다고 몸이 회복되는 것은 아니다. 보양식을 지나치게 섭취할 경우 비만을 불러올 수 있다.
2. 한기가 들어서는 안된다고 무조건 몸을 따뜻하게 하는 산후조리가 퍼져있지만 자칫하면 탈수증을 불러올 수 있다. 자신의 몸에 맞게 몸조리 한다.
3. 스트레스 받지 말고 안정을 취한다.
4. 스트레칭이나 가벼운 체조 혹은 30분 산책을 하면 효과적이다.
5. 슈로스 운동과 같은, 산후 골반 벌어짐을 교정할 수 있는 골반교정 운동을 매일 30분 내외로 해주면 산후 골반 질환을 예방하는데 효과적이다.
6. 하체에 한기가 들지 않도록  온열 좌욕을 매일 5분이상 3회정도 꾸준히 하는것이 산후풍을 예방하는데 매우 효과적이다.

## 같이 보기
- 산후조리
- 삼칠일